# Simulium alpinum
Simulium alpinum är en tvåvingeart som först beskrevs av Rubtsov 1947.  Simulium alpinum ingår i släktet Simulium och familjen knott. Inga underarter finns listade i Catalogue of Life.